# 小甘尼夫卡 (諾維布格區)
47°32′58″N 32°20′10″E / 47.54944°N 32.33611°E
小甘尼夫卡（烏克蘭語：Мала Ганнівка），是烏克蘭南部的村莊，隸屬尼古拉耶夫州的巴什坦卡區。該村面積0.29平方公里，海拔高度21米，2001年人口129，人口密度每平方公里444.8人。